# Helenos
Helenos, son till Priamos och Hecuba, liksom sin mor med en spådomsgåva. Enligt senare sagor var han tvillingbror med Kassandra och efter Paris död förrädisk mot Troja. I Æneiden låter Vergilius Helenos stifta ett rike i Epirus.